# South Daytona
South Daytona ist eine Stadt im Volusia County im US-Bundesstaat Florida. Das U.S. Census Bureau hat bei der Volkszählung 2020 eine Einwohnerzahl von 12.865 ermittelt. 

## Geographie
South Daytona liegt am Halifax River, einem Teil des Intracoastal Waterway an der Ostküste Floridas. Die Stadt grenzt direkt an die Städte Daytona Beach (Norden), Daytona Beach Shores (Osten) und Port Orange (Süden). Sie liegt rund 30 km nordöstlich von DeLand sowie etwa 80 km nordöstlich von Orlando.

## Demographische Daten
Laut der Volkszählung 2010 verteilten sich die damaligen 12.252 Einwohner auf 6478 Haushalte. Die Bevölkerungsdichte lag bei 1276,3 Einw./km². 84,3 % der Bevölkerung bezeichneten sich als Weiße, 10,9 % als Afroamerikaner, 0,3 % als Indianer und 1,1 % als Asian Americans. 1,3 % gaben die Angehörigkeit zu einer anderen Ethnie und 2,2 % zu mehreren Ethnien an. 5,5 % der Bevölkerung bestand aus Hispanics oder Latinos.
Im Jahr 2010 lebten in 24,6 % aller Haushalte Kinder unter 18 Jahren sowie 30,9 % aller Haushalte Personen mit mindestens 65 Jahren. 57,6 % der Haushalte waren Familienhaushalte (bestehend aus verheirateten Paaren mit oder ohne Nachkommen bzw. einem Elternteil mit Nachkomme). Die durchschnittliche Größe eines Haushalts lag bei 2,20 Personen und die durchschnittliche Familiengröße bei 2,75 Personen.
20,7 % der Bevölkerung waren jünger als 20 Jahre, 24,4 % waren 20 bis 39 Jahre alt, 29,1 % waren 40 bis 59 Jahre alt und 25,8 % waren mindestens 60 Jahre alt. Das mittlere Alter betrug 44 Jahre. 48,5 % der Bevölkerung waren männlich und 51,5 % weiblich.
Das durchschnittliche Jahreseinkommen lag bei 34.290 $, dabei lebten 22,5 % der Bevölkerung unter der Armutsgrenze.
Im Jahr 2000 war Englisch die Muttersprache von 93,12 % der Bevölkerung, spanisch sprachen 4,58 % und 2,30 % hatten eine andere Muttersprache.

## Verkehr
South Daytona wird vom U.S. Highway 1 sowie von den Florida State Roads 5A und 400 durchquert bzw. tangiert. Der nächste Flughafen ist der Daytona Beach International Airport (rund 5 km nordwestlich).

## Kriminalität
Die Kriminalitätsrate lag im Jahr 2010 mit 353 Punkten (US-Durchschnitt: 266 Punkte) im durchschnittlichen Bereich. Es gab elf Raubüberfälle, 72 Körperverletzungen, 179 Einbrüche, 395 Diebstähle und 52 Autodiebstähle.